# 함창중학교 축구부
함창중학교 축구부는 경상북도 상주시에 위치한 함창중학교의 축구부이다. 함창중학교가 운영하는 축구부로 2011년에 창단  하였다.

## 역사
본래 상주 상무 축구단은 U-15팀으로 활동하였으나 상주 상무가 해체하고 연고지를 김천으로 옮기자 2021년에 재창단하였다.

## 같이 보기
- 함창중학교
- 상주 상무 축구단